# Нодо, Франсуа
Франсуа Нодо (фр. François Nodot; около 1650 — 1710) — французский писатель и переводчик.
О биографии Нодо мало что известно — по всей вероятности, он служил наёмником. Впервые он привлёк к себе внимание в 1692 году, когда заявил, что располагает полным текстом романа Петрония Арбитра «Сатирикон», будто бы переданным ему его другом, неким Дюпеном, который, в свою очередь, обнаружил рукопись в Белграде, освобождённом войсками Священной лиги от турок в 1688 году, в ходе Великой Турецкой войны. В 1693 г. Нодо опубликовал этот текст в латинском оригинале (лат. Titi Petronii Arbitri equitis romani Satyricon cum fragmentis Albae Graecae recuperatis anno 1688) и собственном французском переводе. Изданный текст сразу вызвал сомнения в своей подлинности, и окончательно его подложность была установлена в 1709 г. Питером Бурманом-старшим. Однако в целях придания фрагментам Петрония сюжетной связности в некоторых изданиях вставки Нодо (переведённые также на английский, немецкий, русский и другие языки) продолжают сохраняться до сих пор.
В 1698 г. Нодо опубликовал в Париже «Историю Мелузины, княгини Лузиньян, и её сыновей» (фр. Histoire de Mélusine, princesse de Lusignan, et de ses fils), представляющую собой переложение известного средневекового романа. В 1700 г. он анонимно напечатал в Амстердаме «Занимательные и изящные мемории о новом путешествии в Италию» (фр. Mémoires curieux et galants d'un voyage nouveau d'Italie), там же в 1706 г. вышла вторая книга, «Новые мемории господина Нодо» (фр. Nouveaux mémoires de Mr. Nodot).